# علق

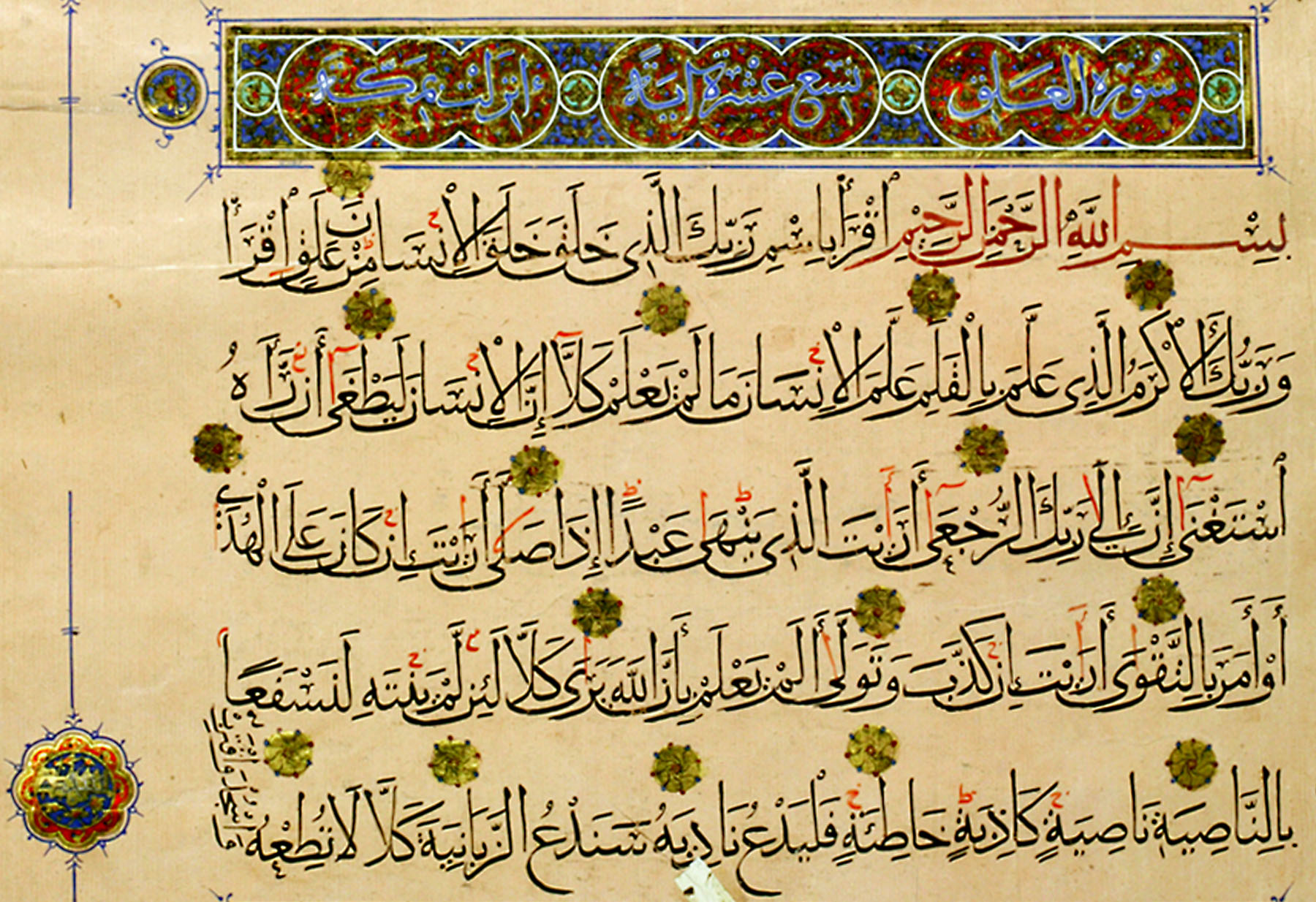
نسخه خطی از آیات سوره علق متعلق به قرن ۱۴ یا ۱۵ میلادی که در موزه ویکتوریا و آلبرت نگهداری می‌شود.

سورهٔ علق (به معنی خون بسته یا آویزان) نود و ششمین سورهٔ قرآن و دارای ۱۹ آیه است. بنابر باور مسلمانان، پنج آیهٔ اول سورهٔ علق، نخستین آیاتی هستند که از جانب خدا بر پیامبر اسلام در غار حرا در کوه نور واقع در مکه نازل شدند. هرچند سورهٔ علق نخستین سوره‌ای نیست که تمام آن بر پیامبر اسلام نازل شده باشد و سه قسمت آن در سه مرحله بر او نازل شده‌است. همچنین در قرآن از واژه علق به عنوان یکی از مراحل تکوین جنین یاد شده‌است.
این سوره جزو ۴ سوره‌ای است که در آن آیه سجده واجب وجود دارد.

## نام‌ها
این سوره به مناسبت تعبیرهای مختلفی که در آغاز آن است به نام سوره «علق»، «اقرا»، «قلم» نامیده شده‌است.

## نزول
بر طبق باور مسلمانان، ۵ آیه اول این سوره، در شب بعثت پیامبر اسلام (۲۷ رجب) در غار حرای کوه نور مکه، توسط جبرئیل بر او نازل شده‌است.

## متن
بِسْمِ ٱللَّهِ ٱلرَّحْمٰنِ ٱلرَّحِیمِ‎

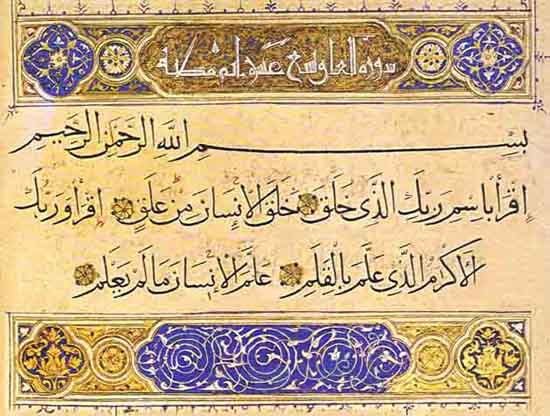
خوشنویسی خط اول

1. ٱقْرَأْ بِٱسْمِ رَبِّکَ ٱلَّذِی خَلَقَ‎
2. خَلَقَ ٱلْإِنسٰنَ مِنْ عَلَقٍ‎
3. ٱقْرَأْ وَرَبُّکَ ٱلْأَکْرَمُ‎
4. ٱلَّذِی عَلَّمَ بِٱلْقَلَمِ‎
5. عَلَّمَ ٱلْإِنسٰنَ مَا لَمْ یَعْلَمْ‎
6. کَلَّآ إِنَّ ٱلْإِنسٰنَ لَیَطْغَیٰٓ‎
7. أَن رَّءَاهُ ٱسْتَغْنَیٰٓ‎
8. إِنَّ إِلَیٰ رَبِّکَ ٱلرُّجْعَیٰٓ‎
9. أَرَءَیْتَ ٱلَّذِی یَنْهَیٰ‎
10. عَبْدًا إِذَا صَلَّیٰٓ‎
11. أَرَءَیْتَ إِن کَانَ عَلَی ٱلْهُدَیٰٓ‎
12. أَوْ أَمَرَ بِٱلتَّقْوَیٰٓ‎
13. أَرَءَیْتَ إِن کَذَّبَ وَتَوَلَّیٰٓ‎
14. أَلَمْ یَعْلَم بِأَنَّ ٱللَّهَ یَرَیٰ‎
15. کَلَّا لَئِن لَّمْ یَنتَهِ لَنَسْفَعًۢا بِٱلنَّاصِیَةِ‎
16. نَاصِیَةٍ کٰذِبَةٍ خَاطِئَةٍ‎
17. فَلْیَدْعُ نَادِیَهُۥ‎
18. سَنَدْعُ ٱلزَّبَانِیَةَ‎
19. کَلَّا لَا تُطِعْهُ وَٱسْجُدْ وَٱقْتَرِب ۩‎

معنی:
به نام خداوند بخشندهٔ مهربان
قرآن را بنام پروردگارت قرائت کن(۱)
آن خدائیکه که آدمی را از خون بسته بیافریند(۲)
بخوان قرآن را و پروردگار تو کریمترین کریمان عالمست(۳)
آن خدائی که بشر را علم نوشتن بقلم آموخت(۴)
و به آدم آنچه را که نمیداست تعلیم داد(۵)
باز چرا انسان (از کفر و طغیان بازنمی‌ایستد و) سرکش مغرور می‌شود(۶)
چونکه به غنا و دارائی می‌رسد(۷)
که محققاً بسوی پروردگار باز خواهد گشت(۸)
(ای رسول ما) دیدی آنکس را که منع می‌کرد(۹)
آن بنده خدای را که به نماز مشغول شد(۱۰)
آیا چه می‌بینی اگر آن به راه راست باشد(۱۱)
و خلق را به تقوی و پرهیزکاری امر کند(۱۲)
آیا شما مردم بر آنکس که حق را تکذیب می‌کند و از او رو می‌گرداند چه رأی می‌دهید(۱۳)
آیا او ندانست که خدا می‌بیند(۱۴)
اگر او (از کفر و ظلم تکذیبش) دست نکشد البته خدا موی پیشانیش بگیرد(۱۵)
آن پیشانی دروغ زن خطاپیشه را(۱۶)
آنگاه او هر که را خواهد بخواند(۱۷)
و ما هم فرشتگان قهر و عذاب که زبانیه دوزخ‌اند بر گرفتن او می‌خوانیم(۱۸)
چنین نیست تو هیچ از او اطاعت مکن و به نماز و سجده خدا پرداز و بحق نزدیک شو۩‎(۱۹)

## محتوای سوره
- به پیامبر اسلام دستور قرائت و تلاوت می‌دهد و سپس از آفرینش انسان از یک قطعه خون بی‌ارزش سخن می‌گوید.
- از تکامل انسان، تحت لطف و کرم پروردگار، و آشنائی دادن او به علم و دانش و قلم بحث می‌کند.
- از انسان‌های ناسپاسی که علی‌رغم این همه موهبت و اکرام الهی راه طغیان را پیش می‌گیرند، سخن به میان می‌آورد.
- به مجازات دردناک کسانی که مانع هدایت مردمند، اشاره کرده و دستور به سجده و تقرب به پروردگار می‌دهد.

## فضیلت سوره
- محمد بن حسان از جعفر صادق نقل می‌کند: هرکس در روز یا شب سوره «اقرا باسم ربک» را بخواند، و در همان شب یا روز بمیرد شهید از دنیا رفته‌است و خداوند او را شهید مبعوث می‌کند و در صف شهیدان جای می‌دهد، و در قیامت همچون کسی است که با شمشیر در راه خدا همراه پیامبر خدا جهاد کرده‌است.[۱]